# Martie 1998
Acest articol este generat integral pe baza informațiilor din articolul 1998 și este actualizat periodic de un robot.
 Editările făcute în articol vor fi șterse la următoarea actualizare! Dacă doriți să faceți modificări, editați articolul-sursă.

ianuarie -
februarie -
martie -
aprilie -
mai -
iunie -
iulie -
august -
septembrie -
octombrie -
noiembrie -
decembrie
Martie 1998 a fost a treia lună a anului și a început într-o zi de duminică.

## Evenimente
- 17 martie: Deputații votează din nou în favoarea adoptării legii (168 voturi pentru, 77 contra) care stabilește salarii mai mari parlamentarilor decât altor categorii de bugetari, prin folosirea ca bază de calcul a salariului mediu pe economie și nu a salariului minim. Legea fusese votată de Parlament în 1997, dar a fost respinsă de la promulgare de președintele Emil Constantinescu, aceasta fiind prima lege pe care Constantinescu a refuzat să o promulge.[1]
- 25 martie: Comisia Europeană recomandă adoptarea monedei unice, Euro, de către 11 țări.
- 28 martie: Partidul Alianței Civice fuzionează cu Partidul Național Liberal.
- 30 martie: Victor Ciorbea își anunță demisia din funcția de prim-ministru, pentru a pune capăt crizei guvernamentale care dura din ianuarie.

## Nașteri
- 2 martie: Răzvan Oaidă (Răzvan Constantin Oaidă), fotbalist român
- 2 martie: Jasper Philipsen, ciclist belgian
- 3 martie: Darius Olaru, fotbalist român
- 5 martie: Merih Demiral, fotbalist turc
- 5 martie: Yusra Mardini, înotătoare siriană
- 6 martie: Ian Smith, fotbalist costarican
- 20 martie: Letesenbet Gidey, atletă etiopiană
- 23 martie: Karina Sabirova, handbalistă rusă

## Decese
- 6 martie: Sergiu Rădăuțanu, 71 ani, fizician din R. Moldova (n. 1926)
- 9 martie: Yolanda Eminescu, 76 ani, profesoară universitară română (n. 1921)
- 22 martie: Shoichi Nishimura, 86 ani, fotbalist japonez (n. 1912)
- 29 martie: Kvitka Cisyk, 44 ani, soprană americană de etnie ucraineană (n. 1953)
- 31 martie: Bella Abzug, politiciană americană (n. 1920)